# 大鵬灣 (台灣)
大鵬灣是位於台灣屏東縣東港鎮的潟湖，為台灣本島西南海岸線上最大的潟湖。

## 簡介
大鵬灣古稱鱉興港、茄藤港、金茄萣港、關帝港及南平港，日治時期稱為大潭，戰後改為大鵬灣。
大鵬灣潟湖位於台灣西南部，由屏東縣和林邊鄉間的林邊溪沖積物沖積形成囊狀潟湖，水深2－6公尺，平均水深約3公尺。灣域的北側分布有海茄苳這類紅樹林植物，加上水位變化穩定、營養鹽充足，形成濕地生態系。生物的物種也包括了植物、水鳥、招潮蟹、彈塗魚、魚蝦貝類等。鵬灣跨海大橋橫跨大鵬灣潟湖的出海口，出海口南邊的南平沙洲沙嘴附近設有青洲遊憩設施，周圍種有麻黃防風林。
台灣日治時期之前，大鵬灣區有漁民在此從事牡蠣養殖業，日治時代末期，日本海軍航空隊在灣區建立水上機場及潛艇基地，戰後，空軍接收成立空軍幼校，牡蠣養殖工作遭到禁止。空軍幼校結束後，灣區的牡蠣養殖慢慢回復，但因為潮流口淤淺和未做好規畫工作，造成潟湖水質惡化，四處可見的蚵架和傾倒蚵殼而形成的蚵殼島，成為特殊的人文景觀。隨著國家風景區的成立，蚵架在2002年完成徵收和拆除，箱網養殖則成為另一種灣域附近的養殖形態。

## 風景區
大鵬灣國家風景區是國家級保護區，包括大鵬灣和附近的琉球嶼。

## 交通
- 原有臺鐵東港線大鵬車站，最近的火車站為鎮安車站。
- 使用國道三號大鵬灣端或台17線開車前往。